# Бабалашвили, Иван Павлович
Иван Павлович Бабалашвили (2 ноября 1906 года, Тифлис — 2 октября 1983 года, Тбилиси) — советский военачальник, генерал-майор (20 апреля 1945).

## Начальная биография
Иван Павлович Бабалашвили родился 2 ноября 1906 года в Тифлисе.
Учился в 1-й и 2-й мужских гимназиях в Тифлисе, а в феврале 1922 года поступил в Тифлисский химический техникум.

## Военная служба

### Довоенное время
25 сентября 1923 года с 3-го курса техникума призван в ряды РККА и направлен на учёбу на артиллерийское отделение Грузинской объединённой военной школы, курсантом которой в период с 30 августа по 10 сентября 1924 года принимал участие в ходе подавления восстания под командованием К. И. Чолокашвили на территории Душетского уезда. После окончания школы И. П. Бабалашвили в сентябре 1925 года направлен в 1-й Грузинский артиллерийский полк, где назначен на должность командира взвода, а в октябре 1926 года — на должность командира взвода учебной батареи.
В ноябре 1927 года направлен на учёбу на курсы инструкторов-дрессировщиков при Центральной школе-питомнике военного собаководства РККА в Москве, после окончания которых в октябре 1928 года назначен на должность инструктора в Тифлисской школе-питомнике военного собаководства (Кавказская Краснознамённая армия).
В июле 1929 года И. П. Бабалашвили переведён в 1-й Грузинский артиллерийский полк, где служил на должностях командира взвода учебной батареи, командира учебной батареи и учебного дивизиона, командира 2-го дивизиона. В июне 1937 года полк передислоцирован в Кутаиси и переименован в 47-й Грузинский артиллерийский, а И. П. Бабалашвили назначен на должность начальника штаба.
С августа 1938 года служил начальником артиллерии 76-й горнострелковой дивизии (Закавказский военный округ), дислоцированной в Эривани, однако в декабре того же года переведён в Тбилисское артиллерийское училище, где назначен на должность начальника цикла артиллерии, в январе 1939 года — на должность старшего преподавателя тактики, а в августе того же года — на должность командира дивизиона курсантов. В 1939 году поступил на заочный факультет Военной академии имени М. В. Фрунзе, окончил два курса.
В апреле 1941 года майор И. П. Бабалашвили назначен на должность начальника артиллерии 17-й горнокавалерийской дивизии, дислоцированной в Ленинакане.

### Великая Отечественная война
С началом войны находился на прежней должности.
В августе 1941 года назначен на должность начальника штаба артиллерии 47-й армии, которая с 25 августа принимала участие в ходе Иранской операции, а в январе 1942 года передислоцирована на Керченский полуостров, где 28 января была включена в состав Крымского фронта.
С марта 1942 года подполковник И. П. Бабалашвили состоял в распоряжении Управления кадров Главного управления начальника артиллерии Красной армии, и в апреле назначен на должность начальника артиллерии 414-й стрелковой дивизии, формировавшейся в Буйнакске. После завершения формирования дивизия в июне была включена в состав 44-й армии (Закавказский фронт), после чего заняла оборонительный рубеж по реке Сулак, а с 9 ноября участвовала в оборонительных боевых действиях на правом берегу Терека на внешнем обводе обороны Грозного и в районе Моздок. В период 10 ноября по 12 декабря И. П. Бабалашвили исполнял должность командира этой же дивизии, которая вела наступательные действия по направлению на станицы Ищёрская.
В феврале 1943 года назначен на должность заместителя командира 13-го стрелкового корпуса, дислоцированного в Сухуми, a 11 марта того же года — на должность командира 392-й стрелковой дивизии, которая в составе 12-го стрелкового корпуса дислоцировалась в районе городов Батуми и Кобулети и выполняла задачи по охране советско-турецкой границы.

### Послевоенная карьера
После окончания войны находился на прежней должности.
В феврале 1946 года направлен на учёбу в Высшую военную академию имени К. Е. Ворошилова, после окончания которой с золотой медалью  с февраля 1948 года находился в распоряжении Главного управления кадров ВС СССР и в июне того же года назначен на должность командира 1-й гвардейской механизированной дивизии, дислоцированной в Тбилиси, в феврале 1952 года — на должность заместителя командира 19-го стрелкового корпуса, а в декабре 1953 года — на должность помощника командующего 11-й гвардейской армией.
В сентябре 1954 года И. П. Бабалашвили переведён в Военную академию имени М. В. Фрунзе для использования на преподавательской работе и в ноябре 1955 года назначен на должность старшего преподавателя кафедры оперативно-тактической подготовки.
В апреле 1957 года переведён на должность начальника военной кафедры Тбилисского государственного университета, а в декабре 1958 года — на должность 1-го заместителя начальника штаба Закавказского военного округа.
Генерал-майор Иван Павлович Бабалашвили 10 марта 1965 года вышел в запас. Умер 2 октября 1983 года в Тбилиси.

## Награды
- Орден Ленина (20.06.1949);
- Два ордена Красного Знамени (03.11.1944, 30.04.1954);
- Два ордена Красной Звезды (20.02.1943, 03.12.1944);
- Медали.

## Сочинения
- Бабалашвили И. П. Воины-грузины в боях за Украину в годы Великой Отечественной войны. — Тбилиси: Сабчота Сакартвело, 1969. — 254 с. — (Посвящается 25-летию освобождения Советской Украины). — 5000 экз.
- Бабалашвили И. П. Советская Грузия в битве великой 1941-1945 гг.. — Тбилиси: Сабчота Сакартвело, 1972. — 101 с. — 5000 экз.